# Tengger Cavalry
Tengger Cavalry es una banda de folk metal originaria por músicos de Mongolia y China, posteriormente radicada en Nueva York y Austin. La banda nace como un proyecto personal del músico Nature Ganganbaigal, en donde mezcla elementos de la música tradicional de Asia Central y Mongolia con el heavy metal, estilo que a menudo es calificado por la propia banda como nomadic folk metal.
El grupo también es responsable de participar en la banda sonora de juegos como Civilization VI y Doom Eternal.

## Historia
Tengger Cavalry nace en marzo de 2010, como un proyecto en solitario del músico multinstrumentista Nature Ganganbaigal. El nombre de la banda hace referencia a una antigua deidad mongola y túrquica llamada Tengri.
El álbum debut de la banda, Blood Sacrifice Shaman, trajo consigo una serie de reseñas y críticas en la prensa internacional, incluyendo la revista especializada alemana Legacy en 2011. Posteriormente, MTV realizaría una entrevista con la banda.
Gracias a la atención provocada por este primer lanzamiento, en los años posteriores otros medios reconocidos como Terrorizer y Metal Hammer en Reino Unido volverían a cubrir el trabajo de Tengger Cavalry, acercándolos hacia un público más masivo.
Ya en 2015, su líder y fundador Nature G, viaja hasta Estados Unidos para continuar sus estudios en la carrera de composición musical cinematográfica de la Universidad de Nueva York, estableciéndose definitivamente en dicho país para lanzar su carrera internacional.
A fines de ese mismo año, la banda brinda un concierto en el Carnegie Hall ante un aforo completo. El evento sería destacado por medios como Noisey, The Village Voice, Loudwire y el New York Times, siendo uno de los puntos más altos en la carrera de Tengger Cavalry.
A pesar del éxito que comenzaba a tener el grupo, el día 27 de febrero de 2018 se anuncia el fin de la banda a través de redes sociales. No obstante, este hiato duraría apenas cinco meses y se da a conocer la noticia que ya está en preparación un nuevo trabajo de estudio y una gira de conciertos por Estados Unidos y Europa.
Acerca de los motivos del repentino quiebre de la banda, Nature G comentaba a la revista Kerrang! que se trató de la suma de varios eventos traumáticos, que lo sumirían en una profunda depresión, llegando incluso a tener pensamientos suicidas:

Estaba arriba en el edificio, pensando en hacerlo, cuando de la nada aparece un grupo de policías. Estaban haciendo una inspección y me preguntaron qué estaba haciendo ahí. Y me di cuenta que en el fondo todavía quería ayuda. Quería una salida. Así que les dije y llamaron a una ambulancia.

(...) me llevaron a una sala de emergencia de vigilancia para suicidas en Queens durante unas doce horas. Les conté lo que estaba pasando y ellos determinaban si es que necesitaba tratamiento. Y les dije: solamente necesito un abogado. Me dejaron salir, me hicieron pruebas y no tenía drogas ni alcohol en mi sistema, no tenía ningún historial, así que se dieron cuenta de que solamente estaba un poco desesperado. Pero me recomendaron que volviera a Asia a pasar algún tiempo con mi familia.

Tras lo sucedido, Nature G regresaría a Estados Unidos con la intención de lanzar un nuevo disco donde retrataría su experiencia y contaría la historia de las tribus Hunuu y Cian-Bi emigrando hacia China desde Mongolia y Siberia. El álbum llevaría por título Northern Memory y fue lanzado el 10 de mayo de 2019.
El día 24 de junio de 2019 se hace pública la noticia del fallecimiento de Nature Ganganbaigal el día 12 del mismo mes, a la edad de 29 años.Los motivos del deceso no han sido revelados hasta el momento.

## Miembros de la banda

### Actuales
- Patrick Reilly - Guitarra (2018)
- Randy Tesser - Batería (2018)
- Greg Baker - Bajo (2018)

### Anteriores
- Nature G - Guitarra, canto difónico, morin juur; todos los instrumentos (2010-2019†)
- Yuri Liak - Batería (2015)
- Alex Abayev - Bajo (2015-2018)
- Josh Schifris - Batería (2016-2017)
- Zaki Ali - Batería (2017-2018)
- Robert McLaughlin - Igil, morin juur, canto difónico (2015)
- Borjigin Chineeleg - Canto difónico, topshur, arpa de boca (2017-2018)
- Uljmuren De - Morin juur (2016-2018)
- Phillip Newton - Topshur, voz de apoyo (2017-2018)

## Discografía

### Álbumes de estudio
- 2010: Blood Sacrifice Shaman (CD, Dying Art Productions)
- 2011: Cavalry Folk (CD, Dying Art Productions)
- 2012: Sunesu Cavalry (CD, Metal Hell Records)
- 2013: The Expedition (CD, Metal Hell Records)
- 2013: Black Steed (CD, Dying Art Productions)
- 2014: Ancient Call (Cd, Metal Hell Records / Dying Legion)
- 2015: Blood Sacrifice Shaman (Regrabado) (CD, Metal Hell Records)
- 2016: Cavalry in Thousands (CD)
- 2017: Die On My Ride (CD/LP, M-Theory Audio)
- 2018: Cian Bi (CD/LP, Napalm Records)
- 2019: Northern Memory (CD, autogestionado)

### Sencillos y EP
- 2016: Mountain Side (CD, Pest Productions)
- 2016: kAAn (CD)
- 2016: War Horse (CD)
- 2019: Northern Memory Vol. 2 (CD)

### Recopilaciones
- 2016: Grassland Rock (CD, autogestionado)
- 2016: Soundtrack Of The Cavalry (Remix) (CD), autogestionado)
- 2017: Cavalry From Hell (Covers) (Digital)

### Demos
- 2009: Tengger Cavalry (CD, autogestionado)